# Palu
För andra betydelser, se Palu (olika betydelser).
Palu är en stad på centrala Sulawesi i Indonesien. Den är administrativ huvudort för provinsen Sulawesi Tengah och har cirka 390 000 invånare.